# Evangelische Kirche (Schwickartshausen)

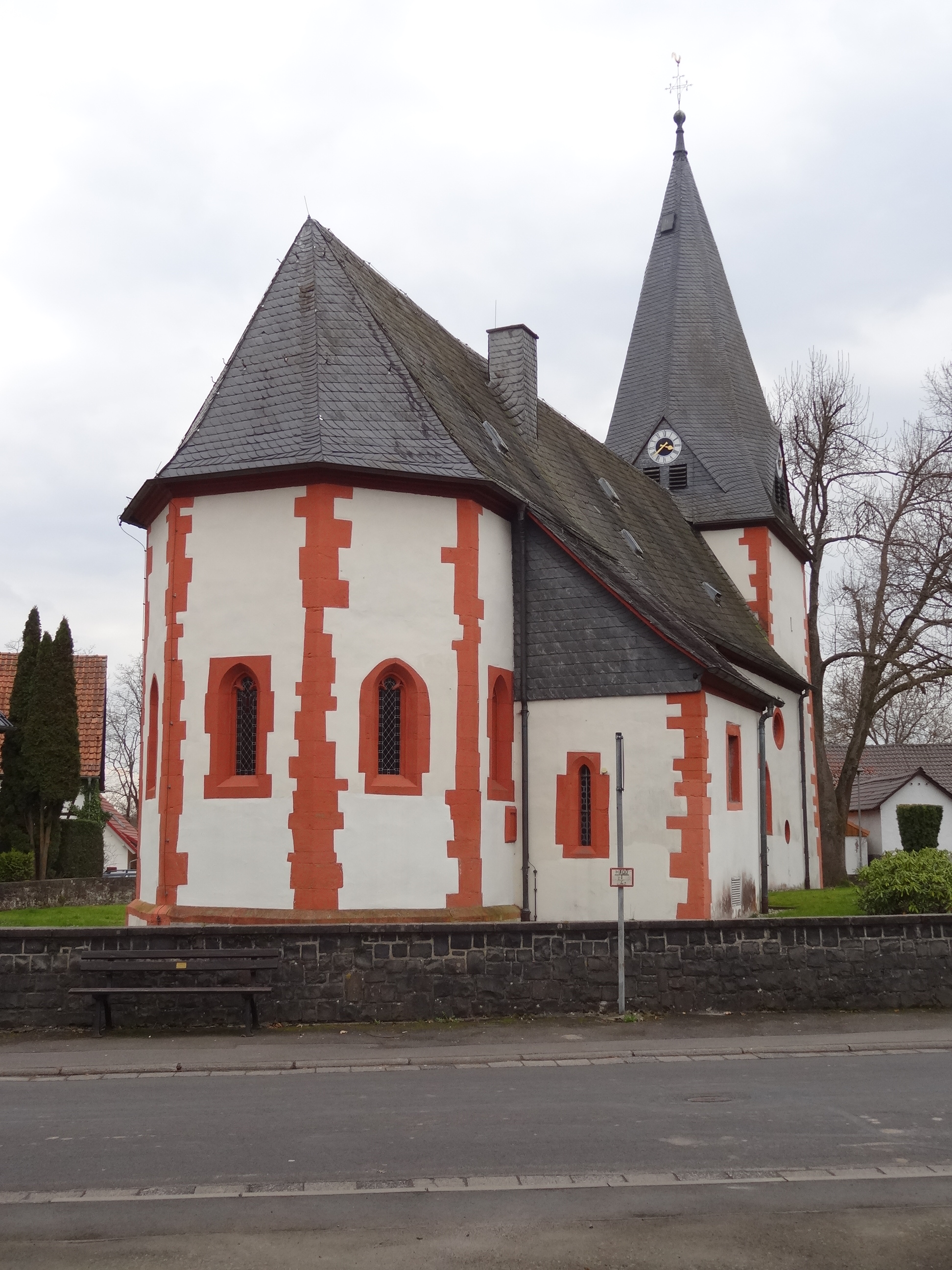
Kirche von Osten

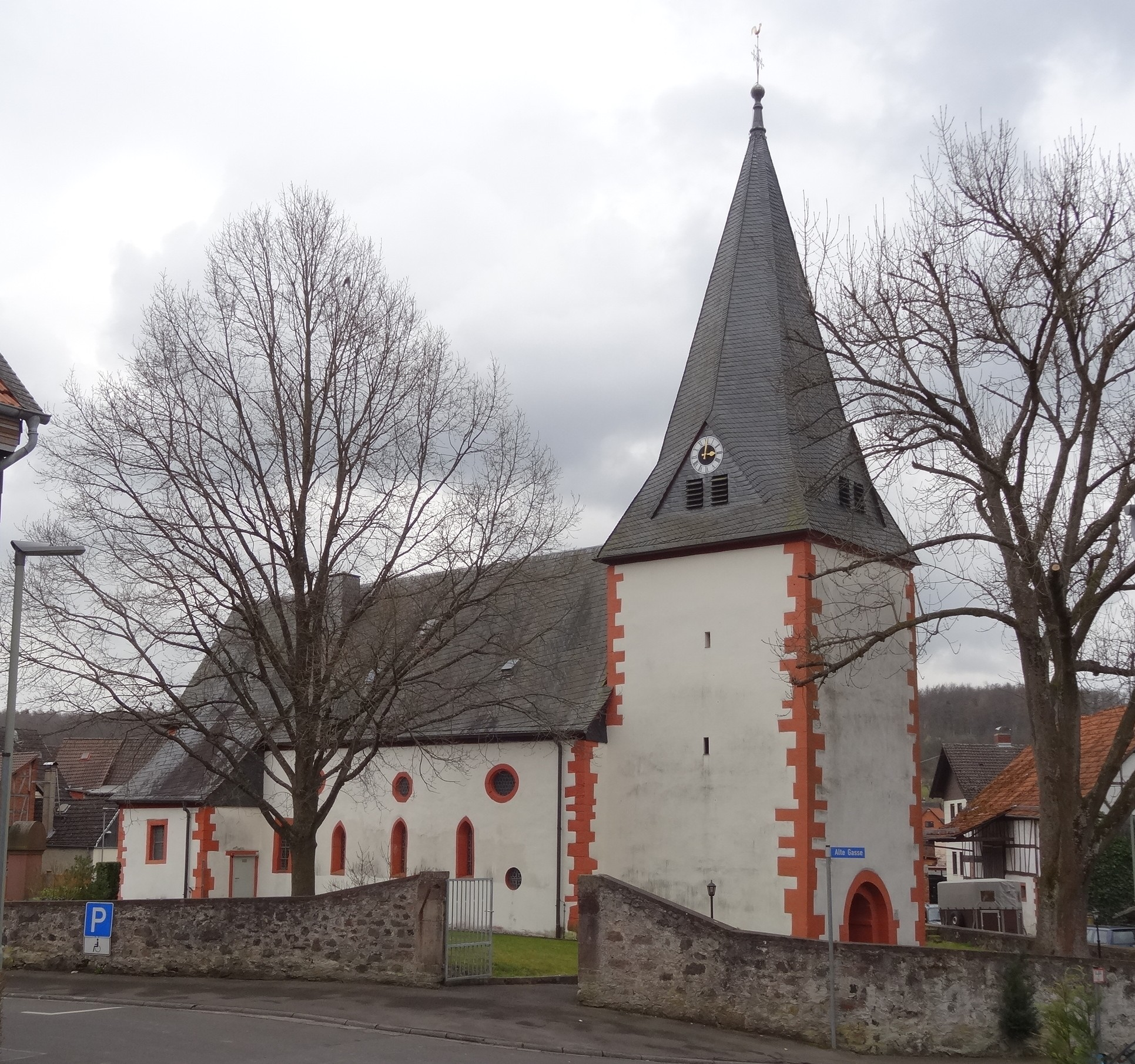
Nordseite der Kirche

Die Evangelische Kirche in Schwickartshausen, einem Stadtteil von Nidda im Wetteraukreis (Hessen), besteht aus einem romanischen Westturm aus der zweiten Hälfte des 12. Jahrhunderts und einem frühgotischen Kirchenschiff des 13. Jahrhunderts. Die in barocker Zeit umgebaute Wehrkirche ist ortsbildprägend und aus künstlerischen und geschichtlichen Gründen hessisches Kulturdenkmal.

## Geschichte
Die Kirche geht in den ältesten Teilen auf das Ende des 12. Jahrhunderts zurück. In der zweiten Hälfte des 13. Jahrhunderts folgte der Anbau des Langhauses. Urkundlich wird die Pfarrkirche erstmals im Jahr 1344 erwähnt. Sie war zu dieser Zeit Mutterkirche eines Kirchspiels, zu dem Lißberg gehörte, und Sendkirche im Dekanat Roßdorf. Das Kloster Fulda hatte das Patronatsrecht inne. In kirchlicher Hinsicht gehörte die Pfarrkirche im Mittelalter zum Archidiakonat von St. Maria ad Gradus im Erzbistum Mainz. Zu Beginn des 16. Jahrhunderts ist Schwickartshausen nicht mehr als Sendort nachgewiesen.
Mit Einführung der Reformation wechselte Schwickartshausen zum evangelischen Bekenntnis. Erster evangelischer Pfarrer wurde im Jahr 1536 Andreas Ulichius. Seit reformatorischer Zeit waren Eckartsborn, Bobenhausen und Bellmuth eingepfarrt. Lißberg wurde um die Mitte des 16. Jahrhunderts, spätestens im Jahr 1612 zur selbständigen Pfarrei erhoben.
Da das Langhaus im Dreißigjährigen Krieg Schaden erlitten hatte, wurde es in den Jahren 1706 bis 1708 in großen Teilen unter Einbeziehung der erhaltenen Teile erneuert und erhöht. Statt der kleinen spitzbogigen Fenster wurden große Rechteckfenster in der Südwand eingebaut. Das Schiff verlor sein Gewölbe und erhielt eine Flachdecke. Im selben Jahr wurden Emporen eingebaut und zur Belichtung ovale Öffnungen in die Nordwand unterhalb der Traufe eingelassen. Unklar ist, ob die Erhöhung des Chors und die Vergrößerung jedes zweiten Spitzbogenfensters ebenfalls in diesem Zuge oder im 19. Jahrhundert erfolgten. Der hölzerne Turmhelm wurde im Jahr 1727 erneuert.
Bei einer Kirchenrenovierung in den Jahren 1912/1913 wurden im Chor die barocken Erweiterungen der Fenster rückgängig gemacht. Der Chor erhielt sein neugotisches Sternrippengewölbe und den Triumphbogen, nachdem die Orgelempore entfernt worden war. Die neue Orgel wurde in die kleine Sakristei eingebaut, um keine Sitzplätze auf der Westempore zu verlieren. Die Wand zur Sakristei wurde zu diesem Zweck abgebrochen. Der Organist konnte durch ein halbvergittertes Fenster in der Tür das Geschehen am Altar verfolgen. Dem Pfarrer verblieb der Rest der Sakristei. Die Decke im Langhaus erhielt Stuckprofile. Am 26. Oktober 1913 fand die Wiedereinweihung statt. Im Jahr 1914 gestaltete Otto Linnemann das mittlere Chorfenster und schuf 1916 zwei weitere Chorfenster, die zur Erinnerung an einen in Polen gefallenen Sohn gestiftet wurden. Die letzte Kirchenrenovierung fand 1991 ihren Abschluss.

## Architektur

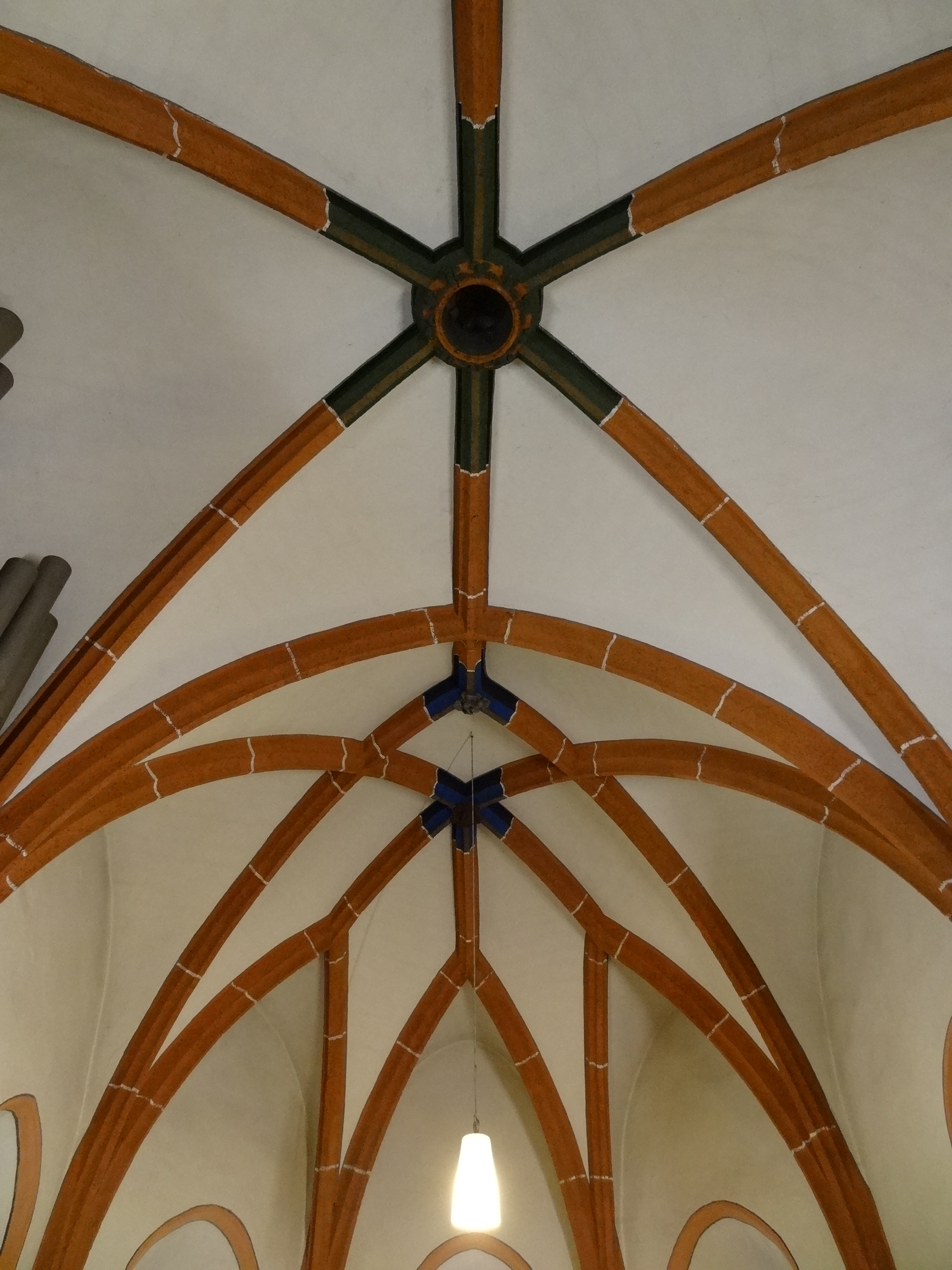
Neugotisches Sterngewölbe im Chor von 1913

Die geostete Kirche ist inmitten eines ovalen Kirchhofs, dessen mittelalterliche Mantelmauerreste erhalten sind, im Ortszentrum errichtet. Sie besteht aus einem romanischen Westturm und einem frühgotischen Schiff mit eingezogenem Fünfachtelschluss. Das Mauerwerk ist außen und innen weiß verputzt, wobei Laibungen, Gewölberippen, die Eckquaderung und andere Gliederungselemente aus rotem Sandstein ausgespart sind.
Der wehrhafte, mächtige Westturm auf quadratischem Grundriss (6 × 6 Meter) ist abgesehen von zwei sehr kleinen Spitzbogenfenstern im Norden und Süden fensterlos. Sein Rundbogenportal ist abgetreppt und hat vorkragende Kämpfer im inneren Rundbogen. Ein ähnlicher Rundbogen gewährt den Zugang von der Turmhalle in das Langhaus. An den vier Seiten des vollständig verschindelten Spitzhelms von 1727 treten Dreiecksgiebel mit jeweils paarweisen Schalllöchern hervor. Sie vermitteln von der vierseitigen Grundform zum oktogonalen Spitzhelm. In den Giebelspitzen ist bis auf die Westseite ein Ziffernblatt der Turmuhr angebracht. Der Helm wird von Turmknauf, Kreuz und Wetterhahn bekrönt. Der Turm beherbergt zwei mittelalterliche Glocken ohne Inschriften und eine neuere Glocke.
Das langgestreckte Schiff auf rechteckigem Grundriss (etwa 20 × 6 Meter) hat ein Satteldach, das über der Sakristei an der Nordseite abgeschleppt ist. Die Südseite wird durch drei hohe Rechteckfenster aus der Barockzeit belichtet und durch ein Spitzbogenportal (innen Segmentbogen) erschlossen, über dem ein kleines Rechteckfenster eingelassen ist. In der Nordseite sind die kleinen gotischen Spitzbogenfenster erhalten. Darüber sind vier ovale Fenster eingebrochen. Die kleine Sakristei auf rechteckigem Grundriss hat im Westen eine rechteckige Tür, im Norden ein Rechteckfenster und im Osten ein spitzbogiges Schlitzfenster.
Der Chor ist gegenüber dem Schiff um 1,60 Meter eingezogen und hat im Gegensatz zum Schiff einen umlaufenden Sockel. Das über dem Ostabschluss abgewalmte Dach erreicht dieselbe Firsthöhe wie das Langhaus, ist aber nicht so weit heruntergezogen. Der Chor wird durch fünf kleine Spitzbogenfenster mit je einem Dreipassbogen belichtet. Zwei Fenster sind original, die anderen wurden 1913 wiederhergestellt und erhielten schlichte rechteckige Gewände. Die zwei äußeren Fenster mit Glasmalerei schuf Otto Linnemann 1916 mit figürlichen Darstellungen des auferstandenen Christus, einmal als Segnenden und einmal mit Siegesfahne. Im Inneren öffnet ein flachspitzbogiger Triumphbogen den Chor zum Langhaus.

## Ausstattung

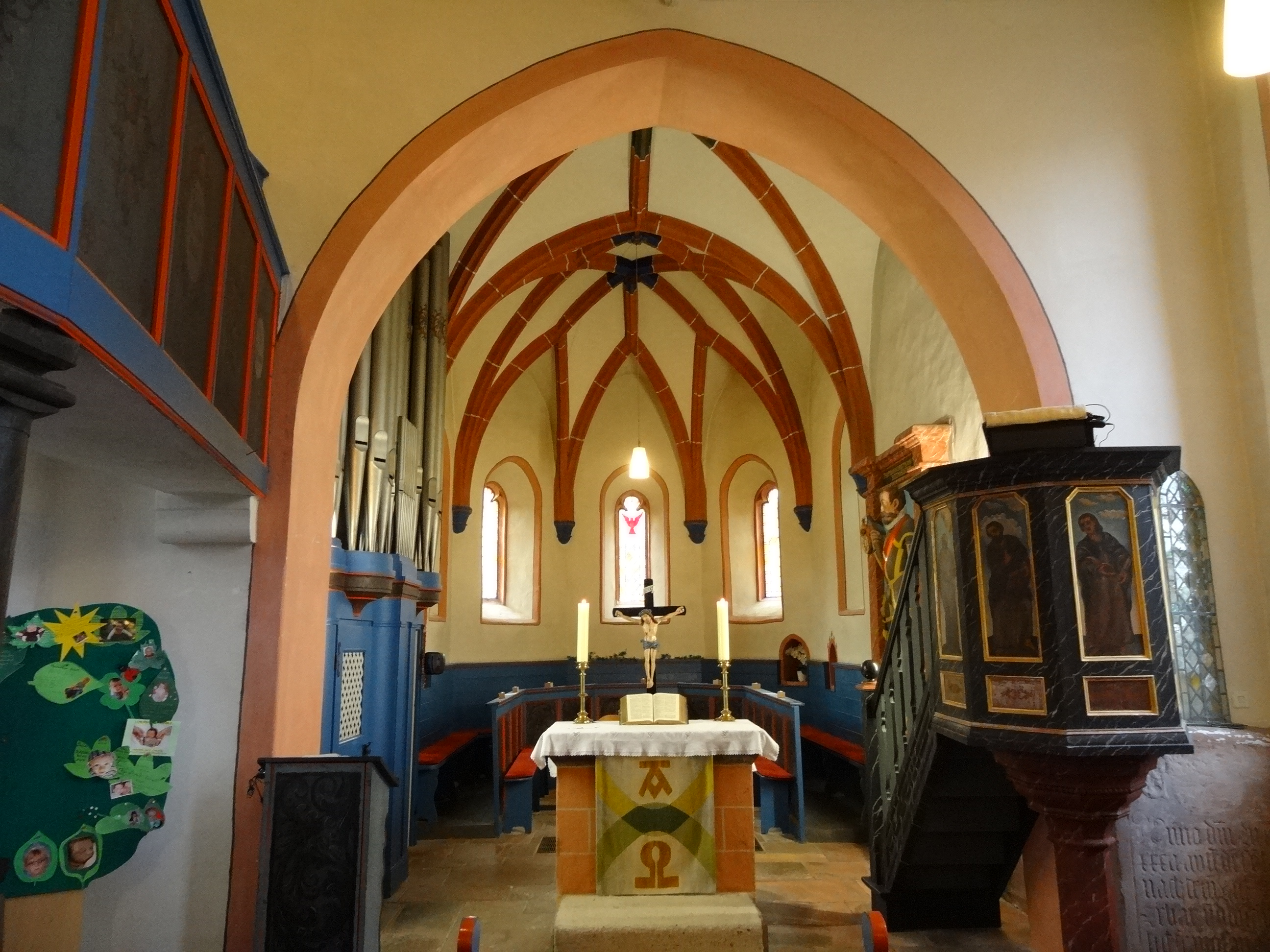
Blick Richtung Osten

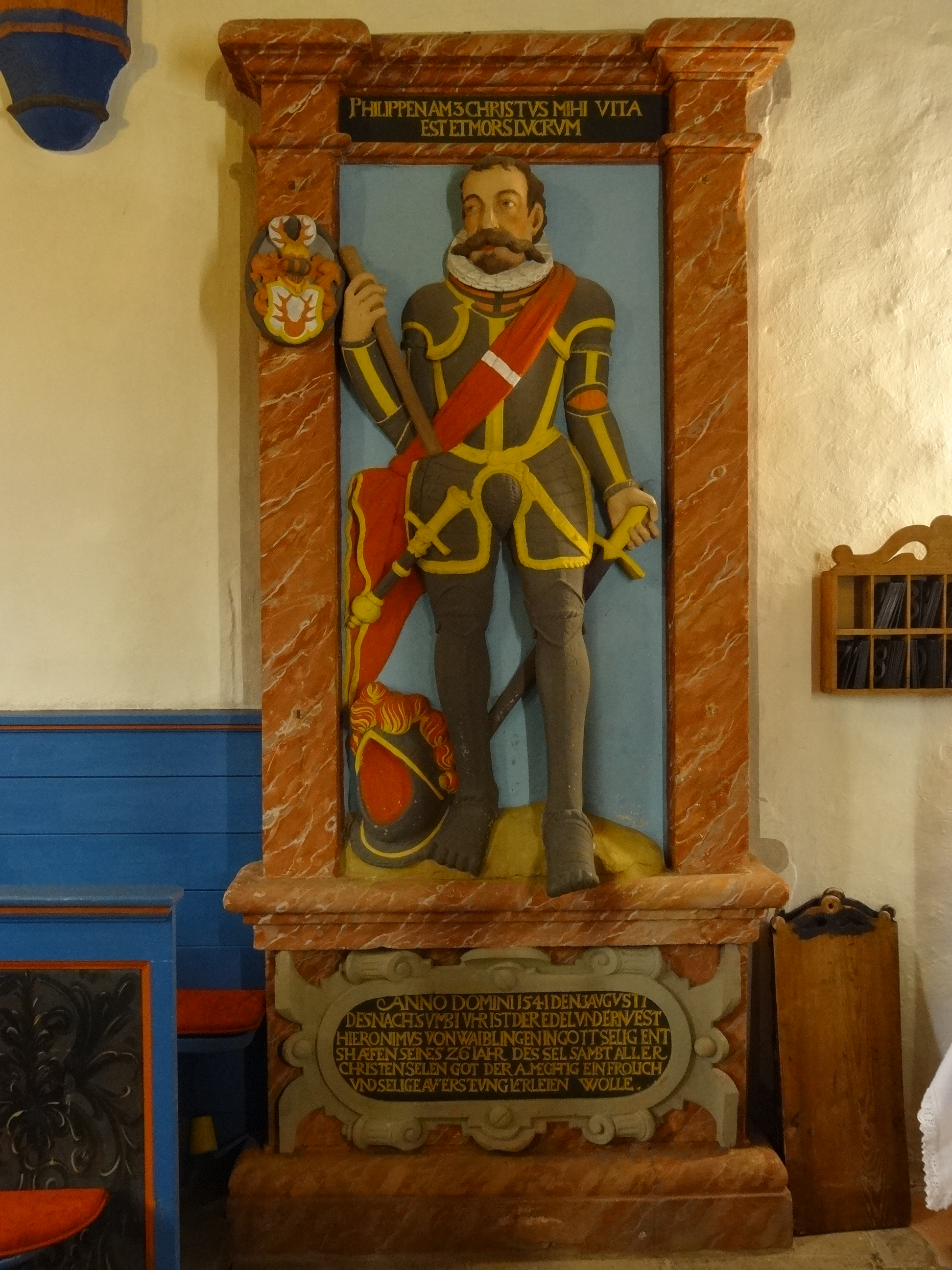
Epitaph für Hieronymus von Waiblingen († 1541)

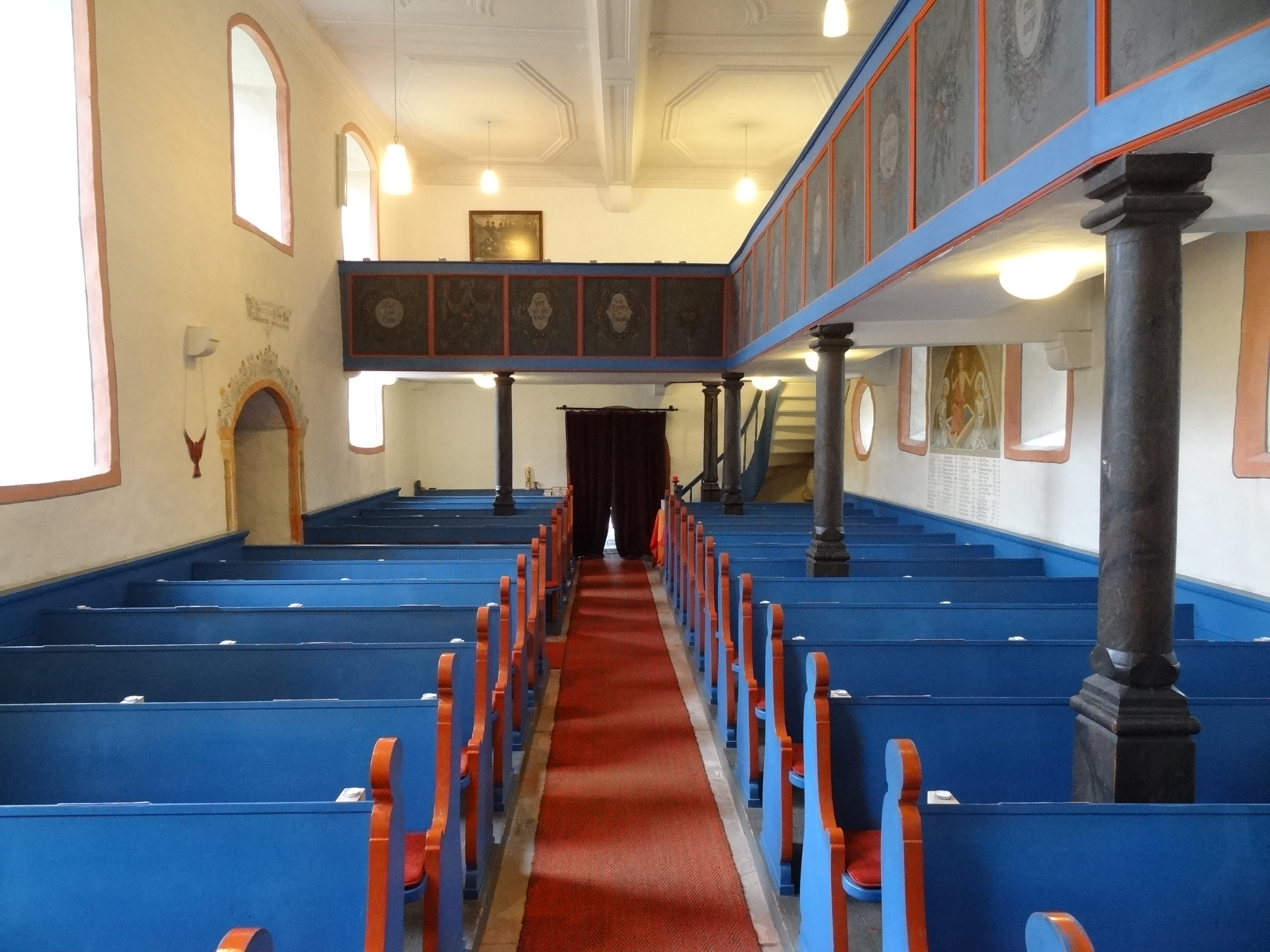
Winkelempore und Stuckdecke von 1706

Der Innenraum wird von einer stuckierten Flachdecke aus dem Beginn des 18. Jahrhunderts mit Langunterzug abgeschlossen. An der Nord- und Westseite ist eine barocke Winkelempore eingebaut. Sie ruht auf toskanischen Säulen mit hohen viereckigen Basen und viereckigen Kapitellen. Die Füllungen der kassettierten Emporenbrüstung zeigen abwechselnd Bibelworte in einer umrankten Kartusche und Blumengebinde oder Früchte unter einer Girlande.
Die Kanzelfelder der hölzernen, polygonalen Kanzel am südlichen Chorbogen haben Füllungen mit Darstellungen der vier Evangelisten in ländlicher Malerei. Die Kanzel aus dem Anfang des 18. Jahrhunderts ruht auf einem achteckigen Fuß, der rot marmoriert ist. Treppenaufgang und Kanzelkorb sind schwarz marmoriert, die Profile der Füllungen vergoldet. Der Blockaltar ist um eine Stufe erhöht und zeigt Quaderbemalung und wird von einer Platte über Schräge bedeckt. Das Altarkreuz ist ein hölzernes Kruzifix des Dreinageltypus. In der Südwand des Chors sind zwei schlichte spitzbogige Nischen eingelassen, in der Nordwand eine vergitterte Nische mit Spitzbogenblende und Nonnenkopf.
An der Südwand des Langhauses ist ein großes Kruzifix des 15. Jahrhunderts vor einem gemalten roten Vorhang angebracht. Neben das Südportal sind zwei Freisäulen gemalt, der Segmentbogen wird von Ranken mit rot-gelben Blüten verziert. Darüber weist eine Inschrift auf den Abschluss der Renovierung im 18. Jahrhundert: „Im Jahr 1708 Ist Diese Kirch Renovirt worden“. Eine Ehrentafel nennt die Namen von 32 Gefallenen des Ersten Weltkriegs aus Schwickartshausen, Eckartsborn, Bobenhausen I und Bellmuth. Gegenüber dem Südeingang an der Nordwand erinnert ein Gemälde mit der Auferstehungsszene an die Gefallenen des Zweiten Weltkriegs. Unter der Überschrift „Ich bin die Auferstehung“ wird Christus in einem Spitzbogen von zwei Engeln flankiert, darunter stehen die Namen von 54 Gefallenen aus denselben vier Orten. Ein Gemälde an der Westwand über der Empore zeigt Kirchgänger beim Gang zum Abendmahl.
Das hölzerne Kirchengestühl in blauer Fassung hat geschwungene Wangen und lässt einen Mittelgang frei. Die Brüstungsfelder haben kassettierte Füllungen mit Rankenmalereien. Im Chor ist einer Bankreihe hufeisenförmig eingebaut mit entsprechender Brüstung, die die gleichen Rankenmalereien aufweist.
Im Chor erinnert ein Epitaph in der Südwand an Hieronymus von Waiblingen († 1541), der im Alter von 26 Jahren starb. Es zeigt den Verstorbenen als geharnischten Ritter überlebensgroß zwischen zwei marmorierten Pilastern in polychromer Fassung. Nur das väterliche Wappen mit einem Hirschgeweih ist erhalten. Die anderen Wappen und der bekrönende Aufsatz sind verloren gegangen. Auf dem Hauptgesims ist der lateinische Bibelvers aus Phil 1,21  zu lesen. Die Inschrift in einer Kartusche am Fuß lautet: „ANNO DOMINI 1541 DEN 3 AVGVSTI DES NACHTS VMB I VHR IST DER EDEL VND ERNVEST HIERONIMVS VON WAIBLINGEN IN GOTT SELIG ENTSHAFEN SEINES [ALTERS] 26 JAHR DES SEL SAMBT ALLER CHRISTEN SELEN GOT DER ALMECHTIG EIN FROLICH VND SELIGE AVFERSTEVNG VERLEIEN WOLLE.“ Eine Grabplatte aus rotem Sandstein für Johanna von Waiblingen steht vor dem südlichen Chorbogen rechts von der Kanzel. Daneben ist ein Grabstein (0,65 × 1,1 Meter) an der Südwand mit der jugendlichen Darstellung der Elisabeth von Lißberg († 1348) aufgestellt, der zuvor außen in der Südwand des Chors eingelassen war. Sie wird in einem Faltengewand mit dem Kopf auf einem Kopfkissen, betenden Händen, den Füßen auf einer Himmelskugel und flankiert von den beiden elterlichen Wappen (Löwe und Querbinden) dargestellt. Die Umschrift um die rechteckige Platte lautet: „A[NNO] · M · CCC · XXX · VIII · I[N] · DIE · S[ANC]TI · MARTINI · O[BIIT] · ELIZAB[ET] · FILIA · D[OMI]NI · DE · LEYZbERG“.

## Orgel

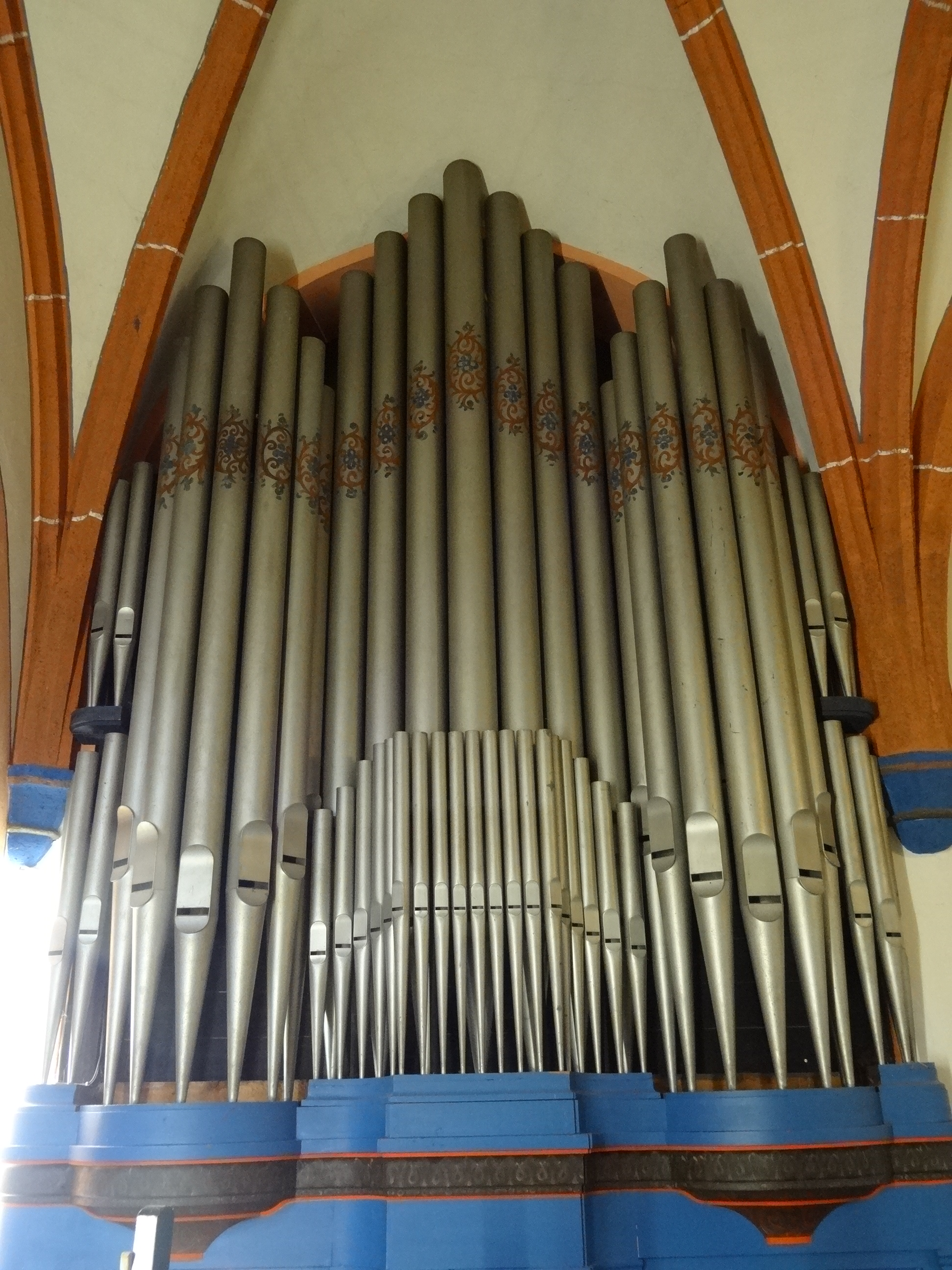
Orgel von 1913

Für das Jahr 1713 sind Planungen für den Neubau einer Orgel bekannt. Das heutige Instrument erbaute die Licher Firma Förster & Nicolaus im Jahr 1913. Es verfügt über acht Register auf einem Manual und Pedal mit pneumatischen Kegelladen. Der Freipfeifenprospekt ist dreiteilig mit überhöhtem Mittelfeld. Im oberen Drittel sind die großen Pfeifen mit einem Rankenornament bemalt. Seitlich zurückgesetzt sind mittelgroße Pfeifen in zwei Etagen aufgestellt. Unmittelbar vor dem Mittelfeld steht eine Reihe kleinerer Pfeifen. Der Spielschrank ist ganz in das Untergehäuse eingebaut. Die Disposition lautet wie folgt:
| I Manual C–f3   |       |
| Prinzipal       | 8′    |
| Salizional      | 8′    |
| Gedackt         | 8′    |
| Hohlflöte       | 8′    |
| Oktave          | 4′    |
| Gedecktflöte    | 4′    |
| Rauschquinte II | 2 ⁄3′ |

| Pedal C–d1 |     |
| Subbaß     | 16′ |

- Koppeln: I/P, Superoktavkoppel
- Spielhilfen: mf, Tutti